# فيكتوريا شو (مغنية مؤلفة)
فيكتوريا شو (بالإنجليزية: Victoria Shaw)‏ هي مغنية مؤلفة أمريكية، ولدت في 13 يوليو 1962 في مانهاتن في الولايات المتحدة.

## وصلات خارجية
- الموقع الرسمي
- فيكتوريا شو على موقع IMDb (الإنجليزية)
- فيكتوريا شو على موقع ميوزك برينز (الإنجليزية)
- فيكتوريا شو على موقع أول ميوزيك (الإنجليزية)
- فيكتوريا شو على موقع ديسكوغز (الإنجليزية)